# Burglengenfeld
Burglengenfeld è un comune tedesco di 12 340 abitanti, situato nel land della Baviera.